# Aditrochus coihuensis
Aditrochus coihuensis is een vliesvleugelig insect uit de familie Pteromalidae. De wetenschappelijke naam is voor het eerst geldig gepubliceerd in 1993 door Ovruski.